# Дунавці
Ду́навці (болг. Дунавци) — місто в Видинській області Болгарії. Входить до складу общини Видин.

## Населення
За даними перепису населення 2011 року у місті проживали 2254 особи.
Національний склад населення міста:
| Національність   | Кількість осіб | Відсоток |
| ---------------- | -------------- | -------- |
| болгари          | 1950           | 88,3%    |
| цигани           | 227            | 10,3%    |
| турки            | 0              | 0%       |
| інша             | 3              | 0,1%     |
| не визначились   | 28             | 1,3%     |
| Всього відповіли | 2208           |          |

Розподіл населення за віком у 2011 році:
Динаміка населення: